# Berbers

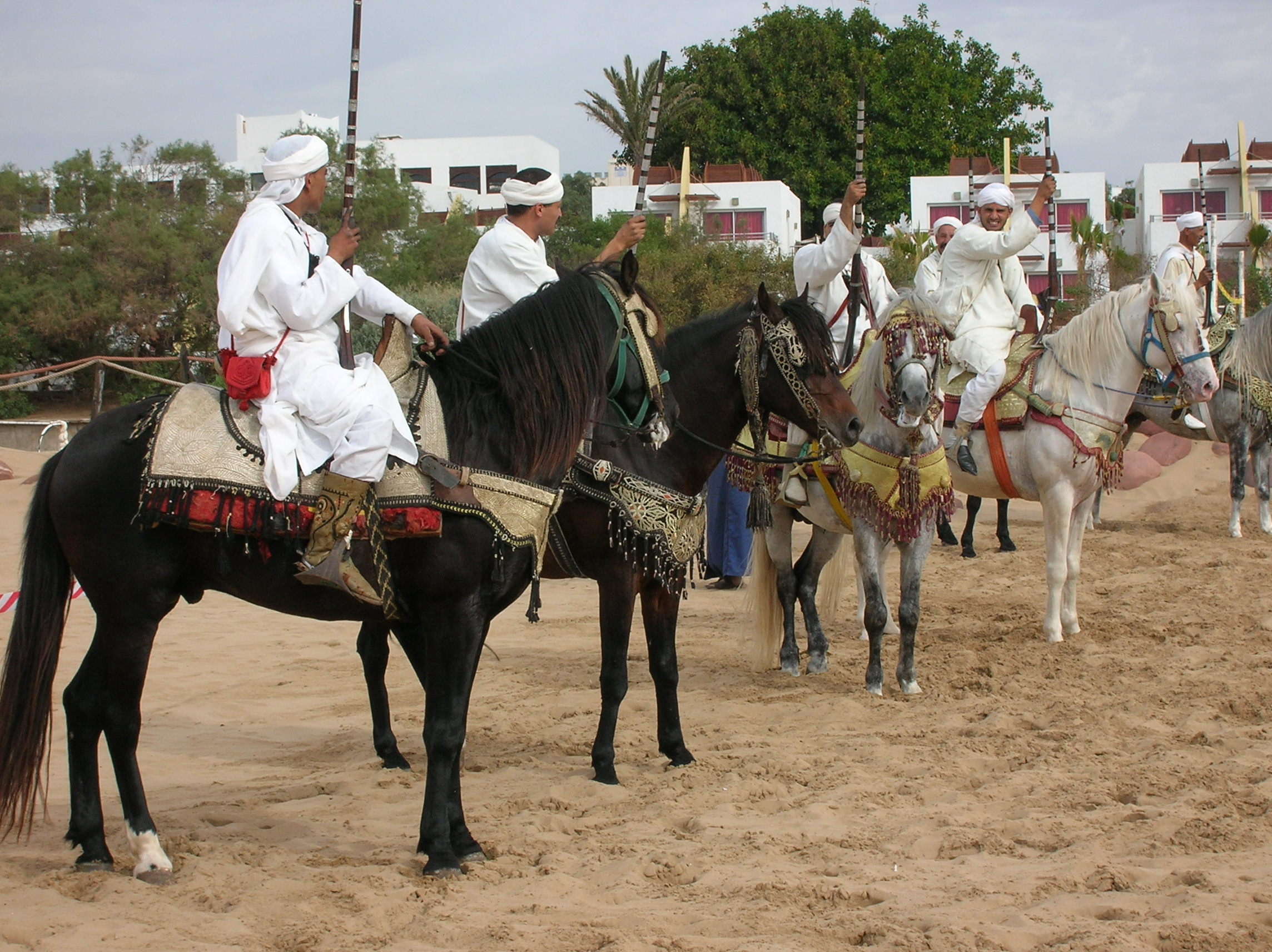
Berberse ruiters

De Berbers of Imazighen (Tamazight: ⵉⵎⴰⵣⵉⵖⵏ) zijn een volk in het hedendaagse Marokko, Algerije, Tunesië, Libië, in de Egyptische oases van Siwa en Gara, in Mauritanië en in Mali. Ook de oorspronkelijke bewoners van de Canarische Eilanden, de Guanchen, worden tot de Berbers gerekend. De Berbers zijn de eerste historisch beschreven bewoners van Noord-Afrika. 
In de Oudheid werden de bewoners van Noord-Afrika Mauretaniërs en Numidiërs genoemd: ook werd de benaming Libiërs gebruikt. Hun leefgebied strekte zich uit van de Canarische Eilanden in de Atlantische Oceaan in het westen, tot aan de oase Siwa in Egypte in het oosten, en van Tunesië tot aan de Sahel. Dit gebied werd vroeger ook aangeduid als Barbarije, wat afgeleid is van het Griekse woord barbaros. De genetische oorsprong is echter complex, zoals bij de bewoners van de Canarische eilanden, Libië, de Siwa-oase en Egypte. Berbers hebben in hun geschiedenis verscheidene keren te maken gehad met kolonisatie door andere landen, maar ook onderling bevochten de verschillende stammen elkaar.
Het Berbers wordt na decennia van onderdrukking in Marokko onderwezen sinds 2003: in 2011 werd via het Marokkaans grondwetsreferendum van 2011 de officiële erkenning vastgelegd in de Marokkaanse grondwet. De taal heeft een gelijkwaardige officiële positie naast het Marokkaans-Arabisch. In Algerije heeft het Berbers sinds januari 2016 eveneens een officiële status.

## Geschiedenis
De oorsprong van de Berbers is onzeker. In het verleden werden relaties gelegd met de Kanaänieten, Feniciërs, Kelten, Basken en Kaukasiërs maar dat idee wordt door de meeste moderne archeologen verworpen. Tegenwoordig wordt er meestal van uitgegaan dat, hoewel met name de sedentaire kustbevolking nog grotendeels van eerdere vroeg-neolithische migranten uit de Levant en Zuid-Europa afstamt, de eigenlijke Berbertaal en -cultuur in essentie teruggaan tot pastorale volkeren uit Noordoost-Afrika.

### Proto-Berbers

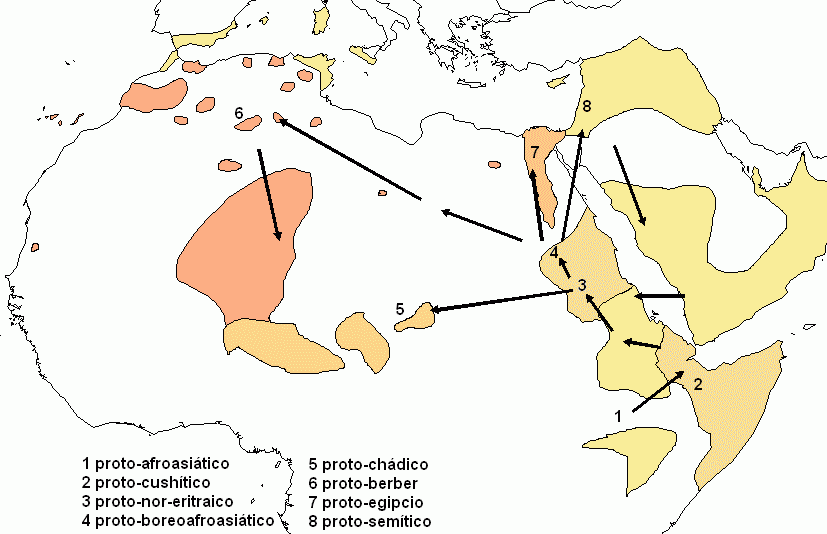
Kaart van de verspreiding van de Afro-Aziatische talen; Proto-Berbers wordt aangegeven met het cijfer "6".

Terwijl de afsplitsing van de andere bekende Afroaziatische takken zeer oud was, volgens glottochronologische studies in de orde van 10.000 tot 9.000 jaar BP, zou de opsplitsing van het Proto-Berbers zo recent kunnen zijn als 3.000 BP (1000 v.Chr.). Louali en Philippson (2003) stellen, op basis van de lexicale reconstructie van het hoeden van vee, een Proto-Berber-1-stadium voor (PB1), ongeveer 7000 BP, en een Proto-Berber-2-stadium (PB2) als de directe voorouder van de hedendaagse Berbertalen.
In het 3e millennium v.Chr. verspreidden proto-Berbersprekers zich over een gebied van Egypte tot Marokko. In het laatste millennium v.Chr. ontstonden door een nieuwe expansie de Berbers die in Romeinse documenten vermeld worden. De laatste verspreiding vond plaats in het eerste millennium na Christus, toen de Toeareg, die nu over dromedarissen beschikten, naar de centrale Sahara trokken.

### Historische periode
Volgens beschrijvingen van Griekse en Romeinse schrijvers, waaronder Herodotus in de 5e eeuw voor Christus, ontstond er al vroeg een Amazigh-beschaving in Noord-Afrika. Zo werden Numidië en Mauretania door Imazighen gesticht. 
Bekende Berbers waren Augustinus, Monica, Apuleius, Juba II, Jugurtha en Terentius Afer.

### Libiërs

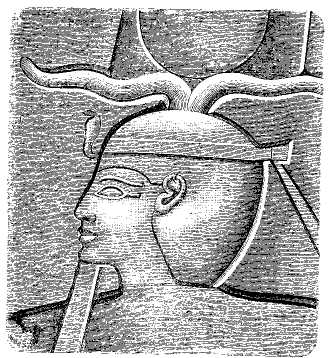
Met farao Sjosjenq I begint de Berberse jaartelling.

De Mesjwesj (in Oud-Egyptische bronnen vaak afgekort als Ma) en Liboe waren Berberse stammen, afkomstig uit het gebied ten westen van de Nijldelta. Teksten uit de 18e dynastie noemen de Mesjwesj als leveranciers van runderen voor het paleis van Amenhotep III te Malkata.
Gedurende de Ramessidische periode waren de oude Egyptenaren voortdurend in conflict met hun westelijke buren. Reliefs te Karnak uit de regeringsperiode van Seti I tonen de koning in gevecht met de Tehenoe. Zijn opvolger Ramses II bouwde een serie van verdedigingswerken in het kustgebied tot Marsa Matruh in het westen, onder andere bij El Alamein en Zawiyet Umm el-Rakham. Dit geeft aan dat er een serieuze dreiging vanuit het westen was. Meerdere teksten spreken van Ramses' overwinningen op de westelijke vijanden; de Mesjwesj worden hier echter niet specifiek genoemd. Onder zijn zoon Merenptah was er een invasie van de Liboe in de westelijke delta, waarbij ook de Mesjwesj en de Zeevolken betrokken waren. Merenptah verklaarde "9.100 zwaarden van de Meswesj" veroverd te hebben. Een verslag hiervan vindt men op de Stele van Merenptah.
Zo'n 25 jaar later, in de regeringsjaren 5 en 11 van Ramses III waren er opnieuw aanvallen van de Mesjwesj. Ramses III verklaarde overwonnen te hebben en liet de Mesjwesj zich in militaire nederzettingen in Midden-Egypte vestigen om hen als soldaten te kunnen gebruiken en aan de Egyptische cultuur aan te laten passen. Een tekst uit de derde tussenperiode noemt ten minste vijf "forten van de Mesjwesj" nabij Herakleopolis Magna.
Ondanks deze gedeeltelijke inlijving vermelden gedurende de 20e dynastie meerdere teksten aanvallen van de Mesjwesj. Zelfs de arbeiders van Deir el-Medina moesten schuilen in de tempels van Medinet Habu. Tijdens de late 21e dynastie vestigden steeds grotere aantallen Mesjwesj zich in de westelijke delta. Volgens de Stele van Pasenhor waren de vorsten van de Mesjwesj en de 22e dynastie de nakomelingen van Boejoewawa de Tehenoe. Met Osorkon de Oudere kwam een Mesjwesj op de Egyptische troon. Na een interregnum van 38 jaar waarin de inheemse Egyptische faraos Siamoen en Psoesennes II regeerden kwamen in de 22e dynastie de Mesjwesj te heersen over Egypte met farao's als Sjosjenq I, Osorkon I, Osorkon II en Sjosjenq III. Sjosjenq I noemde zichzelf Heer van de Mesjwesj (of Ma).
Door de Griekse kolonisten in Cyrenaica werd de naam Liboe als Libya overgenomen als benaming voor Noord-Afrika ten westen van Egypte. Sindsdien werd Libiërs een verzamelnaam voor alle daar wonende stammen.

### Carthagers
Al vroeg emigreerden de Feniciërs naar Noord-Afrika en stichtten daar de 'nieuwe stad' (Fenicisch: qart'jago). Zij spraken een Semitische taal, het Punisch. Omdat Carthago het centrum van hun cultuur was, raakten zij bekend als Carthagers. Een wederzijdse beïnvloeding en gedeeltelijke samensmelting van hun cultuur en die van de Berbers vond daar plaats, wat leidde tot het ontstaan van een nieuwe Punico-Amazighische cultuur. De Carthager Hannibal Barkas stak met olifanten de Alpen over in zijn veldtocht tegen Rome, met een leger waaronder zich veel Berbers bevonden. Door de vernietiging van het Carthaagse Rijk door Rome is er weinig bewaard gebleven van de geschriften van deze cultuur, zodat we niet veel over Carthago weten, laat staan van haar buren. Er zijn van die buren wel veel inscripties overgebleven, soms ook in het Punisch of Latijn.

### Garamanten

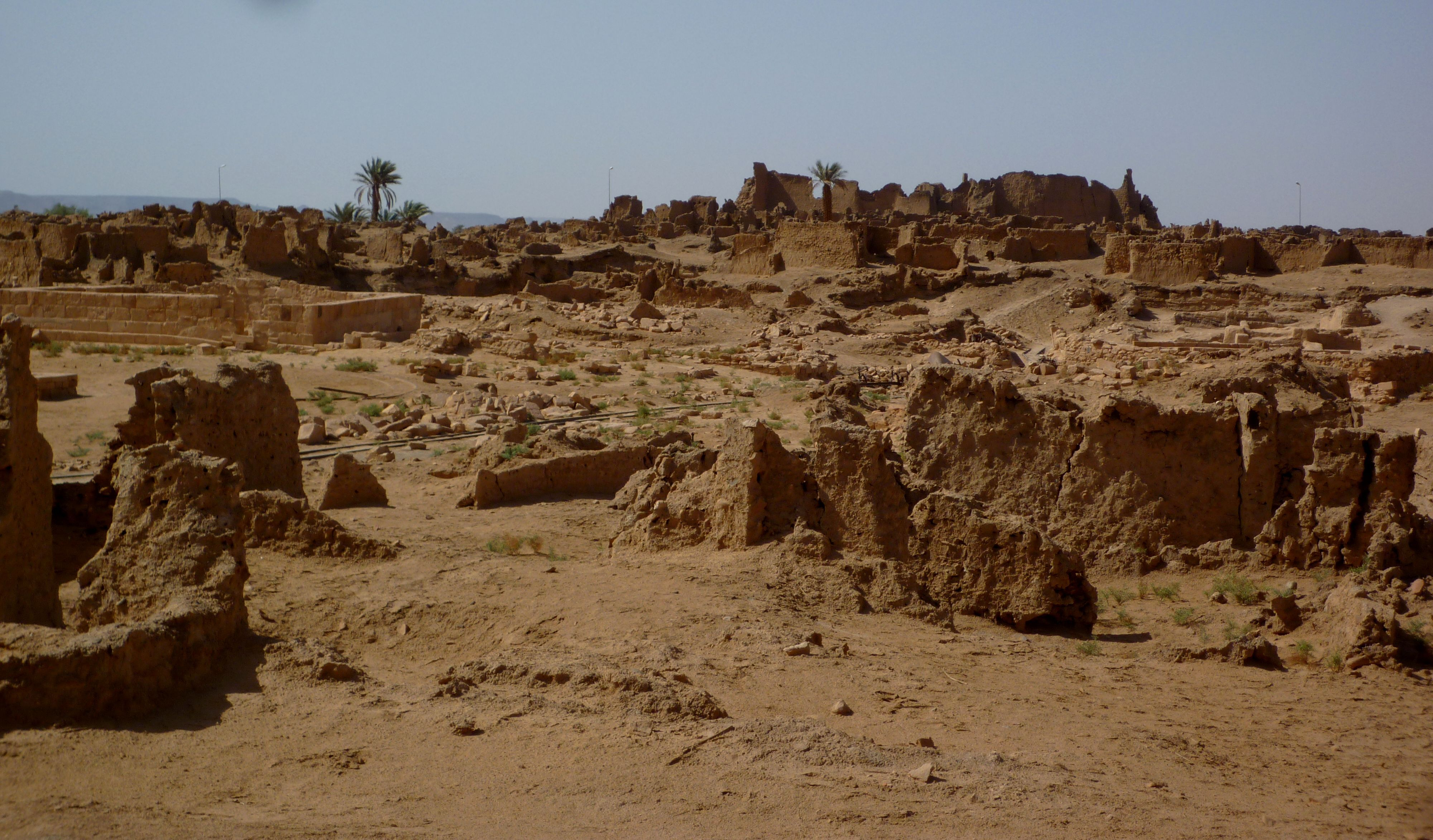
Ruïne van de historische stad Garama

De Garamanten woonden langs een drietal rivierdalen in de Fezzan, het zuidwestelijk deel van Libië. Van 500 v.Chr. tot 600 n.Chr. hadden zij een eigen koninkrijk. Hun hoofdstad Garama is geïdentificeerd bij het huidige Germa, waar ook de (veronderstelde) koninklijke graven zijn gevonden.
Hoewel vroeger werd aangenomen dat zij nomaden waren, hebben recente opgravingen bewezen dat de Garamanten een lange en ontwikkelde stedelijke traditie hadden. Zij staan ook bekend om hun gebruik van een complex ondergronds irrigatiesysteem. Het gebied was ten tijde van hun opkomst nog niet zo ver aangetast door verwoestijning en kon door creatieve bewerkingen gebruikt worden voor landbouw. Herodotus beschreef ze als 'een groots en rijk volk'.

### Numidië
In het gebied grenzend aan het Carthaagse hartland ontwikkelde zich een Amazighische beschaving. De Numidiërs waren een van oorsprong nomadisch volk dat het noorden van het huidige Algerije en Tunesië bevolkte.
Met de opkomst van Massinissa ontstond in het gebied een onafhankelijk koninkrijk. Naar het voorbeeld van het Fenicisch alfabet ontwikkelde Massinissa het Numidisch schrift. Hij zette een geordend bestuur op, bouwde een vloot en een staand leger, dat bestond uit 50.000 man. Hij stichtte nederzettingen naar Fenicisch model en zorgde dat de Numidiërs akkerbouw gingen bedrijven en hun (semi-)nomadische leefstijl opgaven. Massinissa had grootse ambities en streefde naar om van zijn rijk een wereldmacht te maken. Ten tijde van zijn dood besloeg zijn rijk heel Noord-Afrika ten westen van Egypte, afgezonderd van een klein gebied rondom Carthago. Ook zijn achterkleinzoon Juba I had ambitieuze plannen om een groot Afrikaans rijk te bouwen, maar werd door de Romeinen verslagen en in Rome opgesloten. In 25 v.Chr. werd het rijk een Romeinse provincie.

### Mauretania
Mauretania was een Amazighisch koninkrijk, dat in het jaar 44 werd ingelijfd in het Romeinse Rijk als de provincies Mauretania Tingitana en Mauretania Caesariensis. Het was gelegen in westelijk Noord-Afrika, ongeveer overeenkomend met het huidige noorden van Algerije en Marokko en de Spaanse Plazas de soberanía (dus niet met het tegenwoordige Mauritanië). De laatste koning, Ptolemaeus van Mauretania, werd in het jaar 40 door de Romeinse keizer Caligula vermoord.

### Komst van de Islam

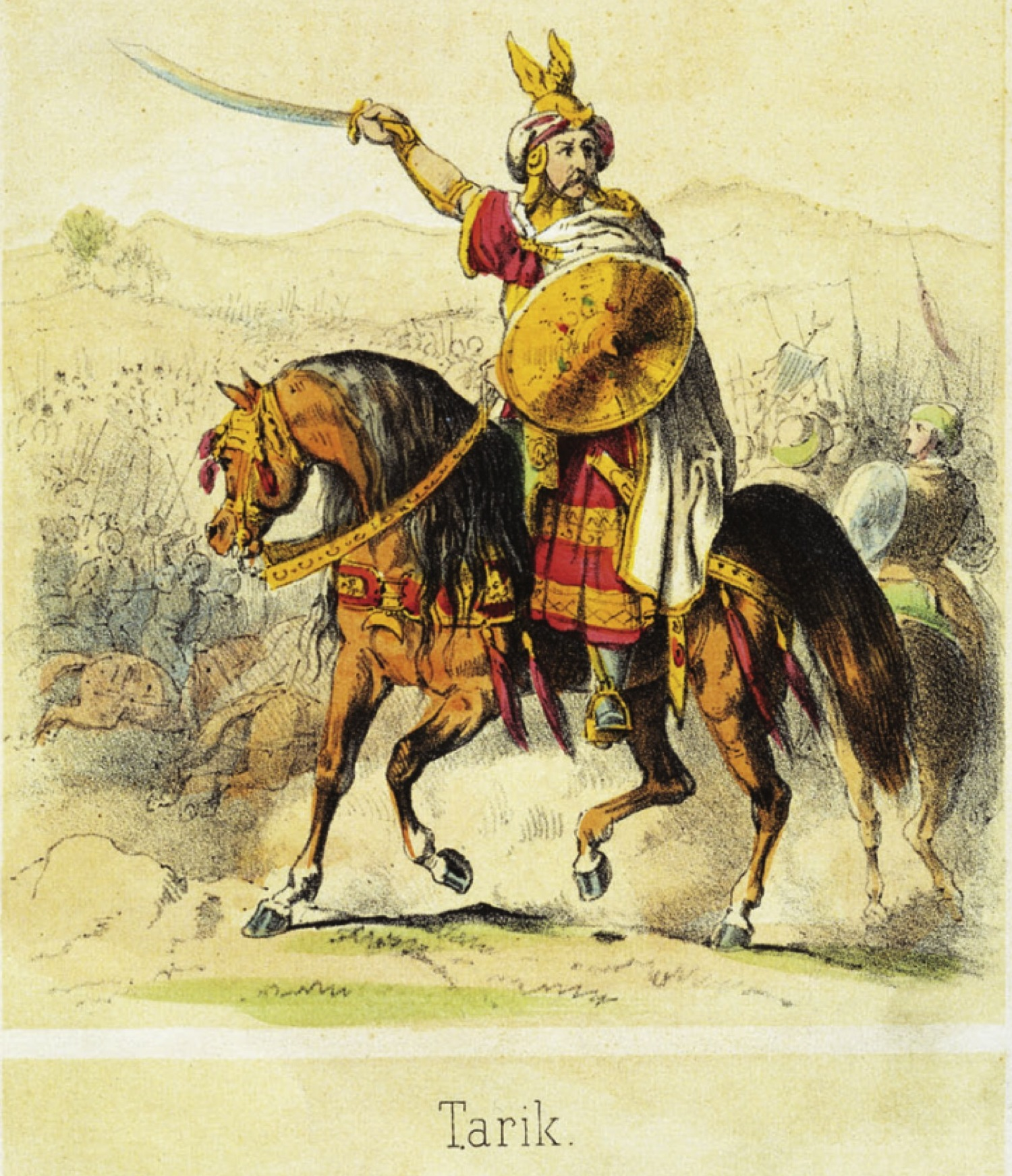
De Berberse leider Tariq ibn Zijad veroverde Gibraltar.

De verovering van de Amazighische gebieden door de islamitische legers kostte relatief veel tijd. Waar de Perzische en Griekse gebieden in het Midden-Oosten gemakkelijk vielen voor de Arabieren, werden zij ten Westen van Egypte onthaald met een semi-georganiseerd Romeins-Amazighisch verzet. De belangrijkste van de verzetsleiders was een vrouw: Lalla Dihya,  Vrouwe Dihya. Zij was een verzetsleider, die na de dood van haar vader en broer het stokje over moest nemen. Na haar nederlaag rond het jaar 700 zou heel Noord-Afrika door de Arabieren veroverd worden en deel gaan uitmaken van het Islamitisch kalifaat van de Omajjaden. Later waren het voornamelijk tot de islam bekeerde Imazighen die Spanje bezetten onder leiding van Tariq ibn Zijad, die zijn naam zou geven aan Gibraltar (afgeleid van Jebl Tarik (جبل طارق), 'berg van Tarik').
De macht van de Arabische heersers hield niet lang stand. De Imazighen kwamen in verzet tegen Arabische overheersing in de succesvolle Grote Amazigh-opstand van 739 tot 743, waarbij een groot gebied in het noorden van Afrika onder Amazighische leiders kwamen te staan. In de 8e eeuw werd in zuidwestelijk Marokko een onafhankelijke staat gesticht door de Barghawata. Het zou de eerste onafhankelijke islamitisch-Marokkaanse staat worden. Kort hierna volgden anderen in het gebied: Nekor en Sijilmasa. Het zou tot de 11e eeuw duren voordat Marokko door de Almoraviden zou worden verenigd en een grootmacht zou worden. De latere Berberse dynastieën van de Almohaden uit de Hoge Atlas, Almoraviden uit de Sahara en de stichters van Marrakech, de Hafsiden en de Meriniden, werden door de geschiedenis heen veelal Moorse dynastieën genoemd, wat niet geheel juist is. Onder de Berberse dynastieën Almohaden, die onder leiding was van Ibn Toemart, en de Almoraviden bloeide de Maghreb op als nooit te voren. Gedurende de middeleeuwen waren de Imazighen onderverdeeld in drie grote stammenconfederaties: de Masmuda, de Sanhaja en de Zenata.
In de 11e eeuw werd het land van de Imazighen binnengevallen door de Arabische Banu Hilal-bedoeïenen. Om de Amazighische Ziriden van de Maghreb te straffen voor het verlaten van het Sjiitische Kalifaat van de Fatimiden dat voorheen heel Noord-Afrika beheerste, kregen de Banu Hilal toestemming van de Fatimiden, die nog over Egypte heersten, om in westelijke richting te migreren. De Banu Hilal versloegen de Ziriden snel, en waren in staat om de Hammadiden van Centraal-Maghreb te verzwakken. Met hun komst begon een versnelde periode van arabisering van Westelijk Noord-Afrika. De geschiedschrijver Ibn Khaldun was bijzonder kritisch over het effect dat zij hadden op de plaatselijke beschaving. Hij beschreef ze als "een horde sprinkhanen, die alles vernietigen dat zij op hun weg tegenkomen". Ibn Khaldun beschreef hoe zij de bevolking terroriseerden en verantwoordelijk waren voor de vernietiging van het landschap door eeuwenoude irrigatiesystemen, putten en zelfs Amazighische steden en dorpen te verwoesten. Hoewel de regio tot de 16e eeuw onder Imazighenbewind zou blijven, had de migratie op lange termijn het gevolg dat de macht van de Imazighen afnam en de Arabieren de macht in handen kregen. Met de val van de Hafsiden verloren de Imazighen definitief hun rol als regerende elite binnen de Maghreb.
Vanaf de 16e eeuw waren de Barbarijse zeerovers actief in Noord-Afrika. Deze piraten waren gevreesd; tot aan de kust van IJsland voerden zij hun rooftochten. De Republiek der Zeven Verenigde Nederlanden sloot in de 17e eeuw een verbond met de Sultan van Fez om ongestoord langs de kust te kunnen varen. Thor Heyerdahl beweerde later dat de Egyptenaren die naar Amerika gevaren zouden hebben, vermoedelijk Imazighen in Egyptische dienst geweest waren. Zijn tocht in 1957 met de rieten boot Ra liet hij daarom ook vanaf de Marokkaanse kust aanvangen.

### Opstanden in de 20ste en 21st eeuw
De Imazighen hebben zich in Algerije tijdens de onafhankelijkheidsstrijd sterker dan de Arabieren tegen de Fransen verzet. Na de in de 20ste eeuw verkregen onafhankelijkheid van Frankrijk profiteerden ze daar echter niet van.
In Marokko kwamen de Riffijnen onder Mohammed Abdelkrim El Khattabi in de jaren twintig enkele malen in opstand tegen de Spaanse bezetting. Hieruit ontstond de Rif-Republiek van 1921 tot 1927. In 1958 was er een opstand in de regio tegen het nieuwe postkoloniale Marokkaanse regime en tegen de verborgen heerschappij van de kolonisator Frankrijk. In 1972 was er een nieuwe opstand.
In het Libië van Moammar al-Qadhafi, leider van 1969-2011, was er officieel geen sprake van Tamazight, gezien de pan-Arabische politiek die gevoerd werd.

## Geloof
De meeste Berbers zijn soennitische moslims. Vóór de islamitische veroveringen van de 7e eeuw waren veel Berbers christelijk, met een joodse minderheid. De Berbers kenden ook andere godsdiensten en goden zoals:
- Antaios (Änti in het Berbers): deze Imazighische god was volgens de legende de zoon van de landgodin Gaia en de zeegod Poseidon, en Tindjis was zijn vrouw. Änti was een reus van ongeveer 30 meter lang en de beschermer van het land van de Berbers tegen vreemdelingen. Volgens de legende was hij onverslaanbaar. Hij kon zijn kracht steeds vernieuwen door naar het land terug te keren en zijn lichaam met zand te zalven. Hij bleef onverslaanbaar zolang niemand het geheim van zijn kracht wist te ontdekken. Volgens andere legendes heeft de Griekse god Herakles ten slotte het geheim ontdekt en hem verslagen. Sommige mythologen stellen dat dat gevecht in Noord-Afrika in de streek van Tanger is geweest. Een paar onderzoekers denken dat zijn graf in Msoura was. Dit graf is indrukwekkend aangepast aan de enorme lengte van Änti. Er zijn ook sporen gevonden bij de Griekse mythen die over het gevecht van Änti en Herakles vertellen.
- Amon: dit was een god voor zowel de Oude Egyptenaren als de Berbers. De Berbers die in hem geloofden werden Nasamonen genoemd. Herodotus vertelde dat de Nasamonen bepaalde rituelen uitoefenden om de toekomst te voorspellen. Ze bezochten de graven van hun voorouders, verrichtten bepaalde rituelen en daarna moesten ze slapen om in hun dromen de toekomst te verkennen. Amon werd symbolisch als ram weergegeven, als god van de vruchtbaarheid, kracht en het voortbestaan.
- Animisme: de Berbers geloofden in geesten en hun kracht, daarom probeerden ze in contact met de bovennatuurlijke wereld te komen via de geesten van hun gestorven voorouders. Ook werd een eed afgelegd met verwijzing naar de eervol gestorven voorouders. Naast de verering van de natuurkrachten vereerden de Berbers ook de graven van hun voorouders, zoals de graven van Massinissa en Juba II. Volgens Mustapha Ouachi is dit nog steeds levend in het onderbewuste van de huidige Berbers (en de gearabiseerden) in Marokko en verklaart dat het grote aantal heilige graven in Marokko.
- Zonnecultus: volgens Herodotus en Ibn Khaldun waren er ook veel Berbers die de zon vereerden. Veel oude Imazighische graven zijn naar het oosten gericht waar de zon opkomt.

## Etymologie en herkomst: Berbers, Berberse wereld en Barbarije

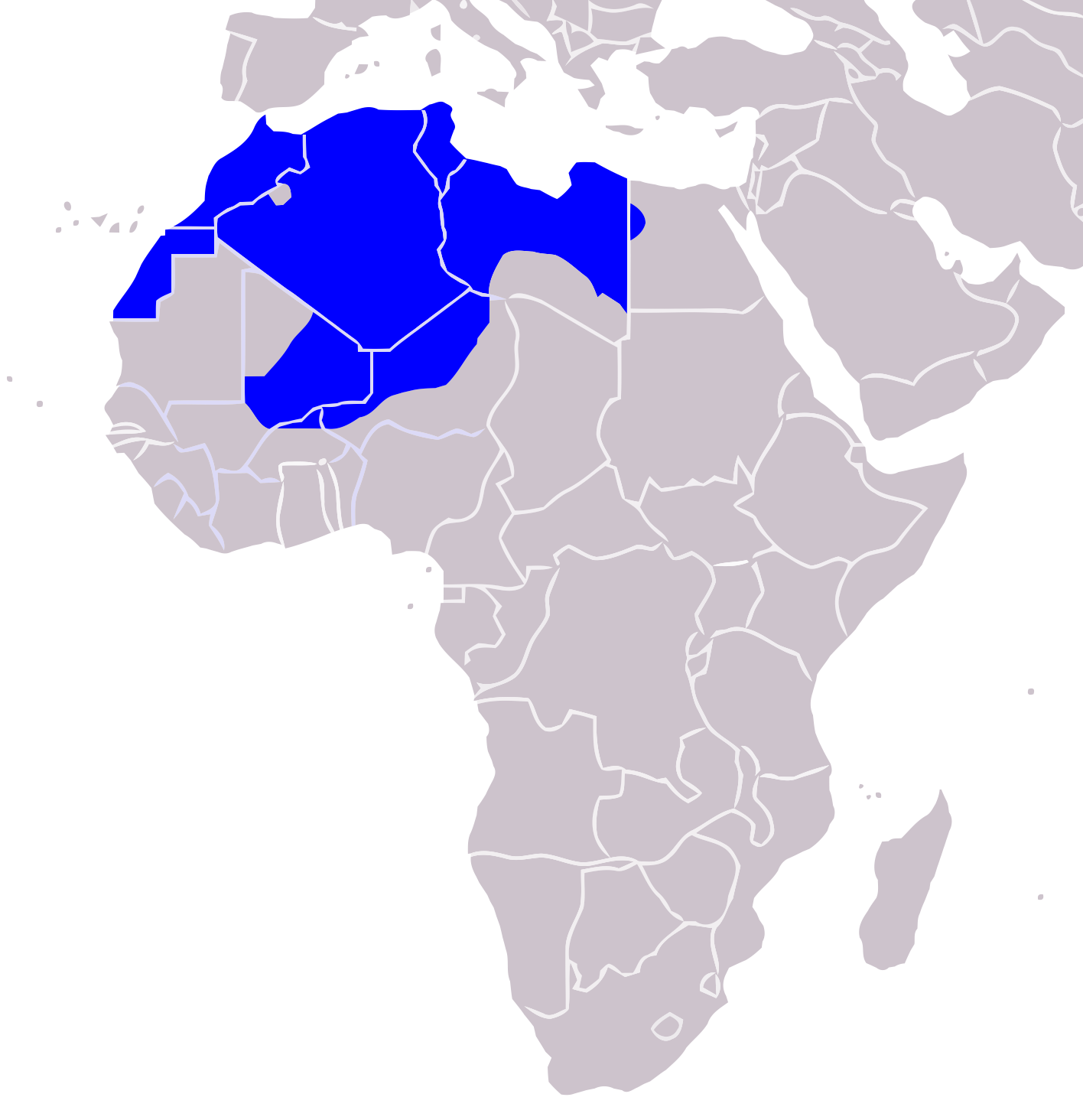
Berberse wereld

Berbers worden in diverse geschriften uit de klassieke oudheid genoemd, toen zij een van de schakels tussen de volkeren en beschavingen van Europa en Afrika ten zuiden van de Sahara vormden. De oude Nederlandse term Barbarije (Berbers: Amaḍal Amazigh of Tamazgha) werd gebruikt om het land van de Berbers geografisch te onderscheiden van de rest van Afrika of van de andere moslimgebieden.
Er zijn verschillende theorieën die de herkomst van het woord 'berber' uitleggen. De gangbare theorie is dat het begrip Berber is afgeleid van het Griekse woord barbaros, bárbaros (βάρβαρος) in het Grieks. De Grieken gebruikten dit woord voor mensen die niet deelden in de Griekse beschaving. Voor de Romeinen kreeg de term vervolgens een negatieve bijklank, 'zij die zich afsluiten van de Romeinse beschaving'. Arabieren namen de term over, maar zochten er een eigen verklaring voor: de Arabische stam 'brbr' betekent stotteren of stamelen; anderen herleiden het woord naar de vroegere benaming van een vroege stamvader, Berou Borr of Barbar, zoals in de islamitische traditie gebruikelijk is.
De Berberse of Amazighwereld is een 19e-eeuwse term voor het historische vaderland van het Berberse volk. Het geheel omvat vijf landen (Marokko, Algerije, Tunesië, Libië en Mauritanië) plus delen van vier andere landen (het noorden van Mali, in het noorden van Niger, een deel van West-Egypte, en het Spaanse grondgebied van Melilla en Ceuta en de Canarische Eilanden).
De oudst bekende publicatie die de term Berberse wereld gebruikte is een Franstalige tijdschrift uit 1866, de Revue africaine, gepubliceerd in Algerije door de Société historique algérienne. Aanvankelijk werd de term gebruikt door Europese wetenschappers, later ook door Berberse intellectuelen, in Marokko en Algerije, als een concept dat de Berberse identiteit in een geografisch context plaatst. 
Marokkaanse Berbers noemen hun volk doorgaans niet Berbers maar Imazighen, wat vrije mensen betekent. Sommigen echter prefereren de naam Berbers, omdat niet alle Berbervolken zichzelf 'Imazighen' noemen (zie kaart).

## Taal

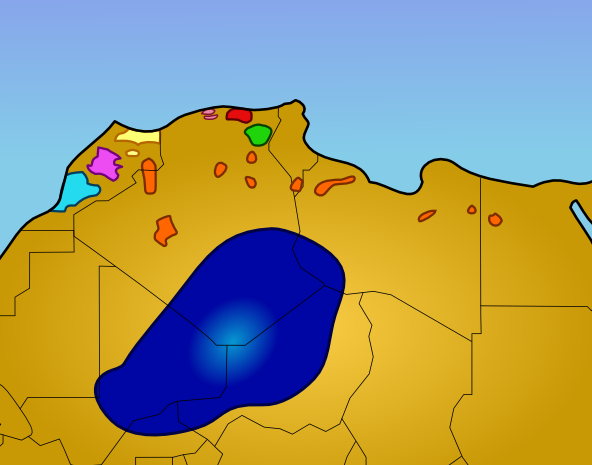
Hedendaagse verspreiding van het Berbers in Noord-Afrika
Chleuh (Hoge Atlas en Souss)
Chleuh (Midden-Atlas)
Riffijnen, Ghomara, Ait Warayn, Ait Seghrouchen
Chenouis
Kabylen
Chaouis
Toeareg
Sahara-Berbers (Awjila, Figuig, Ghadames, Matmata, Mozabieten, Nafusa, Siwa, Sokna, Zuwara)

De Berbertalen (binnen Marokko en Noord-Algerije wordt ook de term Tamazight gebruikt) vormen een tak van de Afro-Aziatische taalfamilie en zijn daarmee in de verte verwant aan de Semitische talen en bijvoorbeeld het oude Egyptisch. In Marokko en Noord-Algerije worden de Berbertalen van links naar rechts geschreven (en niet van rechts naar links, zoals bij het Arabisch het geval is); het schrift dat daarvoor in gebruik is wordt Tifinagh genoemd. Voorbeelden van Berbertalen of -dialecten zijn het Tachelhit, het Tamazight (Midden-Atlasberber), het Tarifit, het Tamasheq (de taal van de Toeareg in de Sahara) en het Siwi (Egypte).

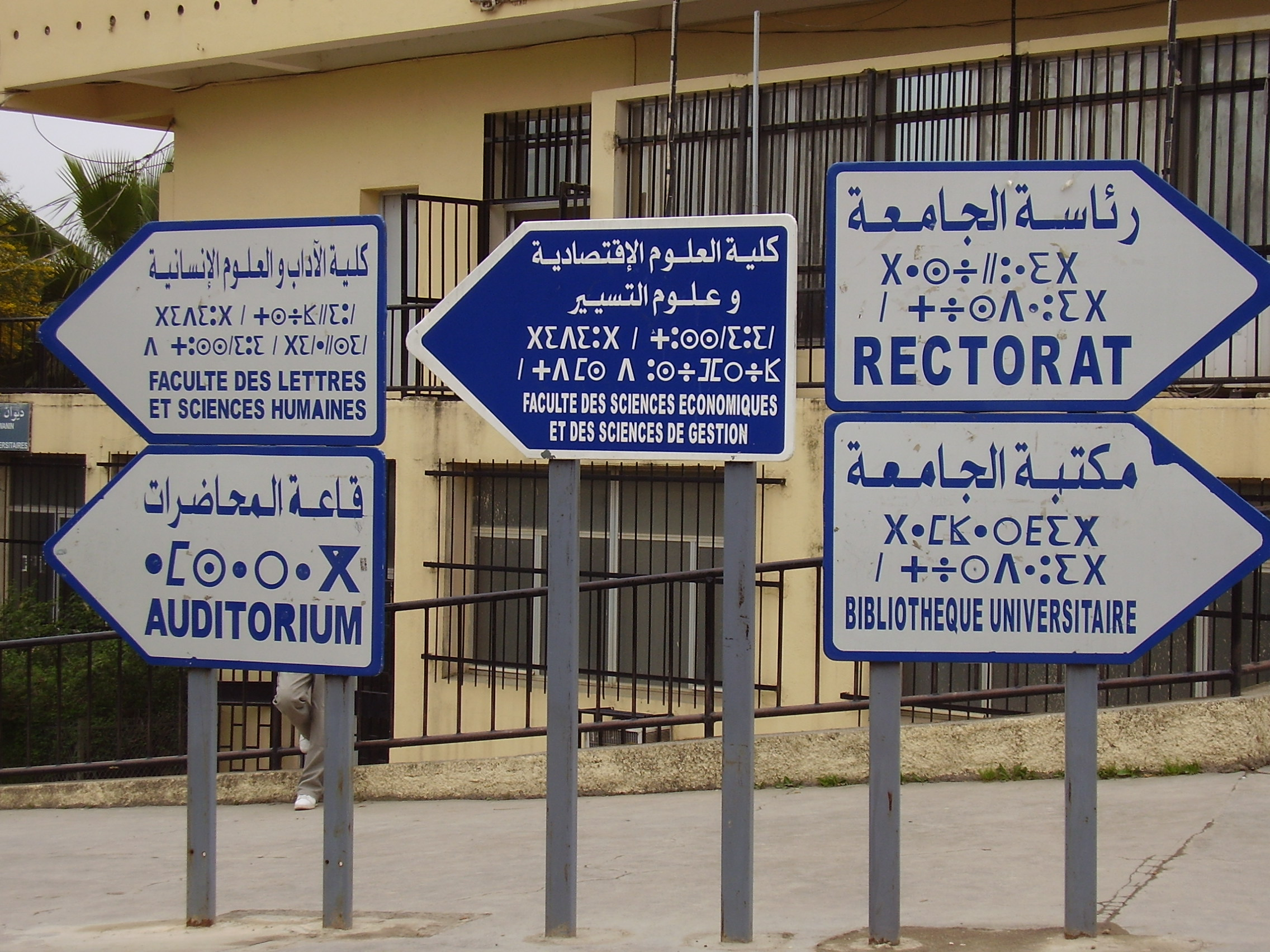
Borden in Arabisch, Kabylisch (Tifinagh) en Frans in Algerije

Berber is erkend als een nationale taal in Algerije, zij het zonder officiële status naast het Arabisch en Frans, maar in andere landen is dit niet het geval. Vanaf het jaar 2003 wordt de taal ook in Marokko onderwezen, na decennia van onderdrukking. Over de Berbertalen bestaat het hardnekkige misverstand dat ze niet geschreven worden. In feite is het Tifinagh schriftsysteem al vele eeuwen in gebruik bij de Toeareg-nomaden en het Tashelhiyt bezit een literaire traditie (waarbij gebruikgemaakt wordt van de Magribijnse variant van het Arabische schrift) die terugreikt tot het einde van de 16e eeuw. Pogingen om de vele veel oudere inscripties in het oude Numidische schrift – de voorloper van Tifinagh – te ontcijferen hebben echter niet veel meer opgeleverd dan een handvol overeenkomsten, bijvoorbeeld een vrouwelijke uitgang op -t die typerend voor Afro-Aziatische talen is.
Het IRCAM standaardiseert het Berber binnen Marokko.
Arabische dialecten werden ingevoerd in de Berberse wereld na de Arabische verovering in de 7e eeuw. Tijdens de korte Arabische heerschappij over de Berberse wereld slaagden de Arabieren er niet in om de Berbers de Arabische taal (de taal van de Koran en van de Umayyaden-dynastie in Azië) op te leggen. Pas met de komst van de Banu Hilal-nomaden in de 11e eeuw zou de Arabische taal zich over grote delen van de Maghreb weten te verspreiden. Nog steeds zijn de Arabische dialecten van de Maghreb onder te verdelen in Hilalische en niet-Hilalische dialecten. Die laatste zijn een voortzetting van het oude Maghrebijns-Arabisch en zijn het sterkst beïnvloed door de Berberse taal. Sprekers daarvan zijn te vinden in bijvoorbeeld de westelijke Rif in Marokko en de Jijel regio van Algerije.
De arabisering van de regio werd sterk versneld in de tweede helft van de 20e eeuw als gevolg van het arabiseringsbeleid, uitgevoerd door Arabisch-nationalistische regimes in Noord-Afrika. Die regimes waren en zijn nog steeds bezig het klassiek-Arabisch te bevorderen. De Berberse taal is in 2018 nog altijd verboden in Libië en sterk gemarginaliseerd in de andere landen. Ondanks dit beleid zijn uitgestrekte gebieden van Marokko en Algerije echter nog Berbertalig. Dit is het gevolg van de sterke mondelinge tradities van de Berbers waarmee ze hun erfgoed, cultuur en gewoontes aan nieuwe generaties doorgeven.
In de 20ste eeuw worden er verschillende dialecten van Berbers en Arabisch naast elkaar gesproken, ook in veel grote steden van de Berberse wereld. Drie voorbeelden van steden waar deze tweetaligheid voorkomt, zijn Casablanca, Algiers en Agadir.

## Arabisering in Noord-Afrika
De Berberse taal en cultuur heeft zich nog lang kunnen handhaven, ondanks de geleidelijke arabisering van Noord-Afrika na de verovering door het Arabische Rijk maar al snel viel dit rijk uiteen in onafhankelijke deelgebieden. In de middeleeuwen hadden verschillende machtige Berberse dynastieën, zoals de Almoraviden en Almohaden, de leiding in handen. Ze stichtten hun machtige eigen koninkrijken en de Berberse cultuur bereikte een grote bloei. Na de middeleeuwen veroverde het Ottomaanse Rijk een deel van Noord-Afrika (behalve Marokko) en vervolgens vanaf 1800 de Fransen. In de 20e eeuw kwam de Maghreb tot onafhankelijkheid maar de nu heersende regimes bevorderden een Arabisch nationalisme en de daarbij behorende Arabische taal en cultuur werd vaak dwingend opgelegd aan de bevolking. Dit ging gepaard met discriminatie van Berbers: meestal werd de inheemse Berberse cultuur en taal als minderwaardig ook verboden om onderwezen te worden en stonden hier strenge straffen op. Vele zangers en dichters die in hun moedertaal bleven optreden of publiceren werden als vijandig aan de Arabische zaak vervolgd of vluchtten naar het buitenland. Vooral sinds het eind van de Europese koloniale overheersing vond deze onderdrukking van de inheemse cultuur plaats. In bijvoorbeeld Tunesië is de arabisering zover gevorderd dat er bijna geen moedertaalsprekers van Berbertalen meer over zijn.
In veel landen, zoals Marokko en Algerije, bleef echter nog steeds een levendige Berberse cultuur aanwezig. Met de erkenning van het Tamzight in het begin van de 2000's, en ontwikkelingen voortvloeiend uit de Arabische Lente in de regio, hebben Berbers in deze twee landen ook meer vrijheden gekregen. Tunesië daarentegen is nu zodanig gearabiseerd, dat de meeste Tunesische Berbers de Arabische taal en identiteit overnamen en zich niet meer als Berber beschouwen. De Libische dictator Qadhafi, een voorstander van het panarabisme, onderdrukte de Berberse cultuur in zijn land. Gearabiseerde Berbers hebben de Arabische taal, identiteit en cultuur overgenomen. Zij spreken dialecten die een mix zijn van met name het Arabisch gemengd met Spaans, Frans en vele andere talen. Een bekend gemengd Arabisch dialect is ook wel het Noordwest-Afrikaanse Darija dialect.
Vele Berbers hebben zich in de jaren 60 tot 80 van de 20e eeuw in West-Europa gevestigd, waaronder Nederland en België. Ironisch genoeg kregen vele arbeidsmigranten in Nederland door de overheid voorlichting die vanuit het Nederlands vertaald was in het Arabisch en dus niet in hun moedertaal - een van de Amazightalen - waardoor de Nederlandse overheid (wellicht onbewust) mee hielp met de arabisering van de Berbers.

## Kunst

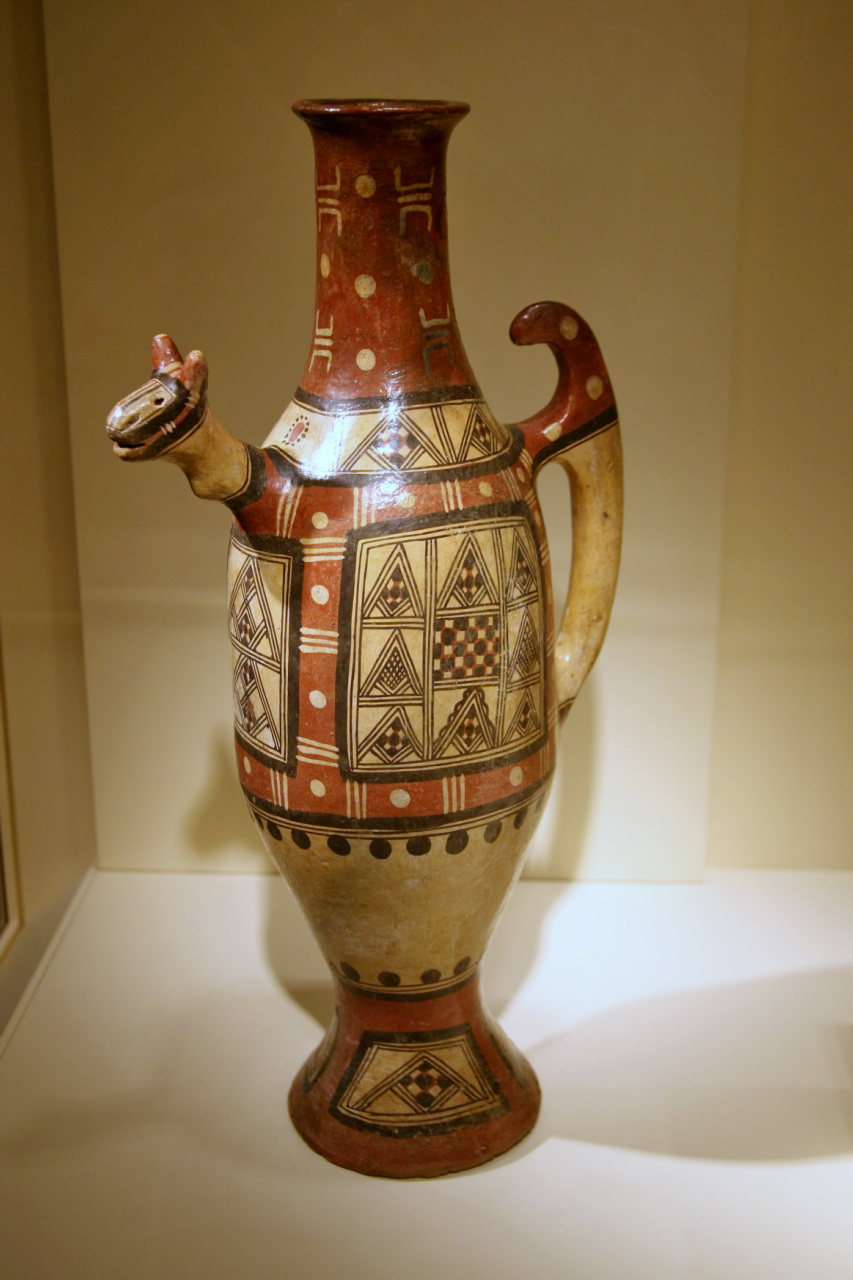
Kabylische vaas uit Tunesië, 19e eeuw

Marokko heeft met 40-60 procent van de 35 miljoen inwoners het hoogste percentage Amazigh inwonenden (Chaker 1998:. 14). Gezien dit hoge percentage heeft de Amazighkunst en -cultuur zich merendeels in dit gebied ontwikkeld. In plaats van zichzelf Berbers of Imazighen te noemen, verwijzen zij naar zichzelf door de naam van hun groep. Etnische identiteit is van cruciaal belang voor de Imazighen, om zich als de inheemse bewoners van Noord-Afrika te onderscheiden van de Arabieren die in de 7e eeuw naar Noord-Afrika kwamen.
De vrouwen in de Amazighcultuur spelen een grote rol, niet alleen in de huiselijke sfeer, maar ook in de publieke sfeer. Zij zijn degenen die de Amazigh-identiteit in leven houden door middel van verschillende kunstuitingen. Deze uitingen zijn praktisch van aard (zoals kleding, aardwerk en gereedschap), maar dienen tegelijkertijd ook als openbare symbolen van de Amazigh-identiteit.

### Symbolen van de Amazigh-identiteit
De drie belangrijkste expressievormen van de Imazighen zijn textiel, sieraden en muziek. Daarnaast zijn er nog andere uitingen zoals tatoeages, haardracht en aardewerk. Elk stadium in het leven wordt gekenmerkt door een specifieke manier van kleden. Met deze kledingstijl worden sociale waarden, identiteit en individualiteit weerspiegeld.

#### Textiel
Zoals in de rest van Marokko speelt textiel in de Amazighcultuur een grote rol. De Amazighvrouw is befaamd om haar kleurrijke tapijten, dekens en kleding die van verschillende soorten wol geweven worden. De kleuren, patronen en symbolen die in de textiel verwerkt worden dienen als identiteitsexpressie. De vrouw speelt daarom in de Amazighcultuur een centrale rol in de identiteitsvorming en het behoud.

#### Sieraden
De meest gebruikte sieraden zijn kettingen, armbanden, hoofdversieringen en kledingsieraden. De zilveren sieraden worden merendeels versierd met kralen, barnsteen, schelpjes en zilveren munten. Sieraden hebben tevens een symbolische, maar ook mythische betekenis in de Amazighcultuur. Vaak worden ze ook gebruikt als amuletten en talismannen om boze geesten en invloeden af te weren. Sieraden spelen een grote rol in de identiteitsexpressie van de Imazighen, met name die van de vrouw.

#### Muziek

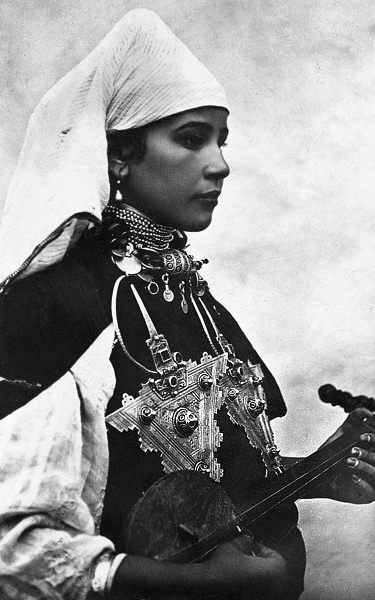
Muzikante met zilveren sieraden in het zuiden van Marokko

Paul Bowles heeft getracht de traditionele Marokkaanse muziek, waaronder die van de Berbers, te bewaren voor het nageslacht. Hij voorzag dat de toenemende arabisering van het platteland deze eeuwenoude muziek- en danscultuur zou vernietigen en reisde van juli tot december 1959 kriskras het land door en legde door middel van een bandrecorder de muziek vast. Hij heeft zijn ervaringen beschreven in zijn bundel reisverhalen (in het Nederlands verschenen als Een man moet niet te veel moslim zijn) en de opnames zijn inmiddels te beluisteren op de cd Music of Morocco: Recorded by Paul Bowles, 1959.

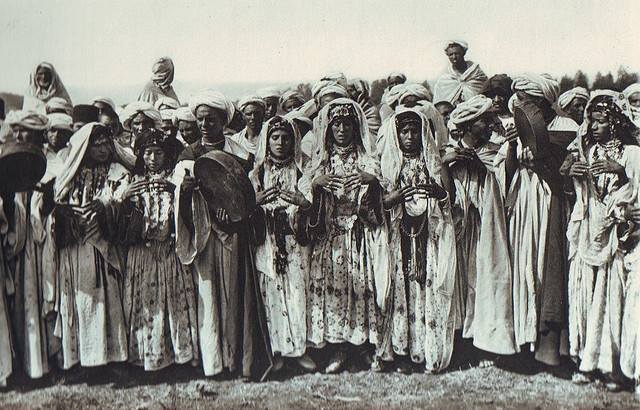
Berbers in Marokko die traditionele ahidus-dans uitvoeren

Middels muziek worden bepaalde ceremonieën begeleid. Met name in de huwelijksceremonie spelen liederen een grote rol. Deze liederen, ook wel izran genoemd, worden van vader op zoon en van moeder op dochter overgedragen. Ze bevatten de geschiedenis van de Imazighen en nemen daarom een belangrijke rol in. Tijdens een huwelijk worden de verschillende onderdelen begeleid door specifieke liederen. In de Amazighcultuur nemen bruiloften een centrale positie in.

### Hedendaagse Amazigh-kunst
Amazighkunst is in vele gebieden van Marokko drastisch veranderd sinds de onafhankelijkheid na de Franse kolonisatie in 1956. Tijdens de inmenging met de Arabische cultuur en taal zijn vele vormen de Amazigh-identiteit, zoals tatoeages, geleidelijk verdwenen. Tegeijkertijd zijn andere kunsten een nieuw leven gegeven, zoals de hedendaagse Marokkaanse schilderkunst. De schilders, zowel Imazighen en Arabieren, hebben zich gericht op het artistieke erfgoed van de Imazighen om zo een nieuwe schilderstijl te creëren die de culturele en etnische diversiteit van Marokko benadrukt.
Een aantal hedendaagse kunstenaars die bijdragen aan de Amazighkunst hebben geleverd:
- Adallah Aourik
- Fatima Mellal
- Abttoy

Veel andere inheemse kunstenaars, waaronder schrijvers en musici, hebben in hun creatieve werken de Amazighcultuur weerspiegeld. Voor de Imazighen is deze kunst meer dan alleen een vorm van expressie en communicatie, het is tevens een manier om het Berberse culturele erfgoed en tradities in leven te houden.

## Spreiding
Tegenwoordig zijn Berberstalige Noord-Afrikanen voornamelijk te vinden in Marokko, Algerije, Tunesië, Libië en Burkina Faso. In Marokko leven ± 19 miljoen Imazighen: de irrifiyen (Riffijnen), ichalhiyen en Atlas-imazighen. In Algerije zijn de grootste Amazigh-regio's Kabylië en de Chaoui-regio. In Kabylië wonen zo'n 5,5 miljoen mensen. In de Chaoui-regio net geen 3 miljoen personen. Ook in Mauritanië, Mali, Ghana en in Europa (naar schatting drie miljoen; vooral in Frankrijk, Nederland en België) vindt men aanzienlijke gemeenschappen van Berbers-sprekende Imazighen. De Franse Imazighen zijn hoofdzakelijk emigranten uit Algerije en hun nakomelingen. De Imazighen in Nederland en België komen hoofdzakelijk uit Marokko, oorspronkelijk als gastarbeiders. Verschillende onderzoeken uit de 21e eeuw lieten zien dat de meeste Noord-Afrikanen genen bezitten die tot hetzelfde haplotype behoren, wat bewijst dat de Darija-sprekende Noord-Afrikanen grotendeels - genetisch gezien - gearabiseerde Imazighen zijn. De geïmmigreerde Fenicische, Romeinse, Vandaalse, Arabische en Franse kolonisten/veroveraars vormden altijd een kleine minderheid ten opzichte van de inheemse bevolking.

### Guanchen
De Guanchen of Iknariyan waren de oorspronkelijke bewoners van de Canarische Eilanden. Het Guanche was hoogstwaarschijnlijk een Berbertaal, waarvan in de huidige spreektaal van de eilanden nog slechts een paar woorden overgebleven zijn. Hoewel de Guanchen als apart volk niet meer bestaan en opgegaan zijn in de huidige spaanstalige bevolking van de eilanden, grijpen sommige activisten terug op de oude Guanchecultuur om hun zelfstandigheid van Spanje te benadrukken. Daarvoor werken ze ook samen met Berberactivisten van Noord-Afrika.
Geologisch gezien horen de Canarische Eilanden bij Noord-Afrika, de eilandbewoners beschouwen zichzelf als Noord-Afrikanen en Noord-Afrika dan als hun vasteland aangezien dat volgens hen logischer zou zijn dan het Europese Spanje dat 1200 kilometer verderop ligt. Vanuit het eiland Fuerteventura is Tarfaya in het zuidwesten van Marokko goed te zien.

### Bekende Berbers

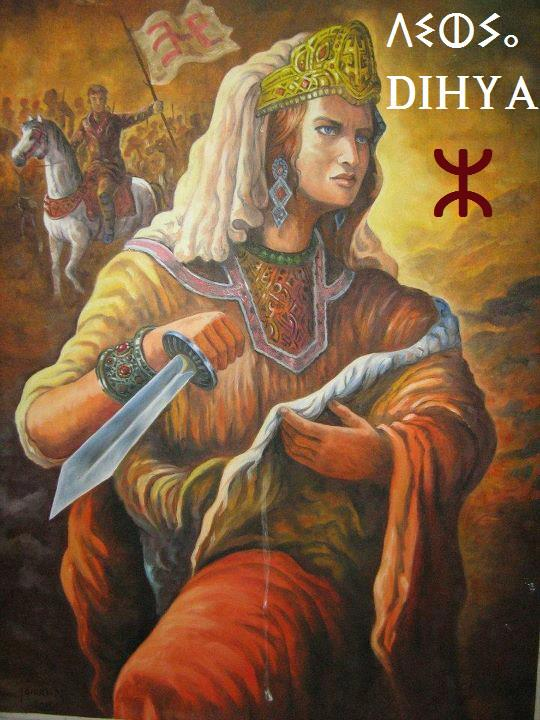
Kahina

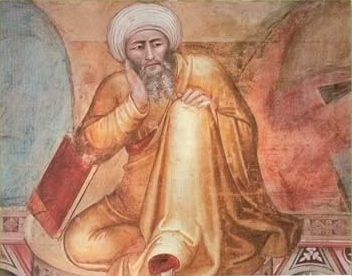
Averroes

- Sjosjenq I (10e eeuw v.Chr.), farao van Egypte
- Massinissa (ca. 240-148 v.Chr.), eerste koning van Numidië
- Publius Terentius Afer (ca. 195/190-159 v.Chr.), Latijns schrijver
- Jugurtha (ca. 160-104 v.Chr.), koning van Numidië
- Juba I (ca. 85-46 v.Chr.), koning van Numidië
- Juba II (ca. 52 v.Chr.-23 na.Chr.), koning van Numidië
- Tacfarinas (gestorven in 24. na Chr.) Numidische rebel
- Lusius Quietus (ca. 70-118), Romeins generaal
- Quintus Lollius Urbicus (tweede eeuw), Romeins gouverneur
- Marcus Cornelius Fronto (ca. 95-165), Latijns schrijver
- Lucius Apuleius Madaurensis (123-180), Latijns schrijver
- Macrinus (ca. 164-218), Romeins keizer
- Arius (ca. 256-336), theoloog
- Gildo (gestorven in 398), Romeins generaal
- Monica van Tagaste (ca. 333-387), heilige, moeder van Augustinus
- Augustinus van Hippo (ca. 354-430) (romeins-berbers), theoloog/heilige
- Paus Gelasius I (gestorven in 496), Paus van de Rooms-Katholieke kerk
- Kahina of Dihya (Arabisch: الكاهنة) (7de eeuw), Berbers koningin, militair en religieus leidster
- Tariq ibn Zijad (overleden in 720), Moors legerleider
- Averroes (Córdoba (Spanje), 1126 – Marrakesh (Marokko), 10 december 1198), filosoof
- Ibn Battuta (ca. 1304-1369), reiziger
- Leo Africanus (ca. 1494-1554), Andalusische diplomaat en Latijnse schrijver van het boek Descrittione dell’Africa
- Mohammed Awzal (1680-1758), poëet
- Mohammed Abdelkrim El Khattabi (1880-1963), Marokkaans leider der Rifstammen
- Édith Piaf (1915-1963) (Frans-berbers), Frans zangeres, had een Berberse moeder
- Mohamed Chafik (1926), Marokkaans schrijver en onderzoeker
- Mohamed Choukri (1935-2003), Marokkaans schrijver
- Isabelle Adjani (1955), Frans actrice, heeft een Kabylisch-Algerijnse vader
- Matoub Lounès (1956-1998), Kabylisch-Algerijns musicus
- Fouad Laroui (1958), Nederlands hoogleraar en schrijver
- Ahmed Aboutaleb (1961), burgemeester van Rotterdam (2009-2024)
- Najib Amhali (1971), Nederlands cabaretier
- Mohammed Benzakour (1972), Nederlands schrijver
- Zinédine Zidane (1972), Frans voetballer
- Marion Cotillard (1975), Franse actrice
- Mimoun Oaïssa (1975), Nederlands acteur en initiatiefnemer De Acteerschool Rotterdam
- Abdelkader Benali (1975), Nederlands schrijver
- Khalid Boulahrouz (1981), Nederlands voetballer
- Lorine Zineb Noka Talhaoui (1983), Zweeds winnares van het Eurovisiesongfestival 2012
- Achmed Akkabi (1983), Nederlands acteur
- Mounir El Hamdaoui (1984), Marokkaans voetballer
- Amelle Berrabah (1984), Brits zangeres
- Ibrahim Afellay (1986), Nederlands voetballer
- Nordin Amrabat (1987), Nederlandse Marokkaanse voetballer
- Karim Benzema (1987), Frans voetballer
- Samir Nasri (1987), Frans voetballer
- Mohamed Ihattaren (2002), Nederlands voetballer